# Teenager außer Kontrolle – Letzter Ausweg Wilder Westen
Teenager außer Kontrolle – Letzter Ausweg Wilder Westen ist eine Unterhaltungssendung des Senders RTL im Charakter des Reality TV. Das Originalformat wurde auf dem englischen Sender Channel 4 unter dem Titel Brat Camp ausgestrahlt.
In der Sendung geht es darum, mehrere verhaltensauffällige Jugendliche einer Therapie zu unterziehen, mit dem Ziel, sie zu resozialisieren. Dazu besuchen die Teilnehmer ein Camp in den Vereinigten Staaten unter der Leitung der Familientherapeutin Annegret Fischer Noble.

## Erste Staffel
Sechs verhaltensauffällige, schwer erziehbare Jugendliche wurden auf Wunsch ihrer Eltern einer ungewöhnlichen Therapie in der freien Natur unterzogen. Sie fand auf der Turn-About Ranch in einer Wüste des US-Bundesstaates Utah – weit entfernt von der Zivilisation – statt.
Die sechs Jugendlichen wurden während ihres Aufenthalts auf dem Camp von dem Therapeuten-Team Annegret Fischer Noble, Rosa Hoban, Bettina Koerner, Katie Austin und Kris Schock begleitet.
Die Erstausstrahlung der Sendung war am 21. Februar 2007 um 20:15 Uhr. Eine unvollständige Auflistung gemessener Einschaltquoten und Marktanteile veranschaulicht folgende Tabelle:
| Datum            | Zuschauer | Zuschauer       | Marktanteil | Marktanteil     | Quellen     |
| Datum            | Gesamt    | 14 bis 49 Jahre | Marktanteil | Marktanteil     | Quellen     |
| Datum            | Gesamt    | 14 bis 49 Jahre | Gesamt      | 14 bis 49 Jahre | Quellen     |
| ---------------- | --------- | --------------- | ----------- | --------------- | ----------- |
| 21. Februar 2007 | 4,20 Mio. | 2,81 Mio.       | 12,6 %      | 21,6 %          | [ 2 ]       |
| 28. Februar 2007 | 4,52 Mio. | 2,91 Mio.       | 13,6 %      | 22,3 %          | [ 3 ]       |
| 7. März 2007     | 4,01 Mio. | –               | 12,1 %      | 19,8 %          | [ 4 ]       |
| 14. März 2007    | 4,29 Mio. | 2,85 Mio.       | 13,3 %      | 22,4 %          | [ 4 ] [ 5 ] |
| 21. März 2007    | 4,05 Mio. | 2,77 Mio.       | 12,7 %      | 21,3 %          | [ 6 ]       |
| 28. März 2007    | 3,51 Mio. | –               | 11,0 %      | 18,0 %          | [ 4 ]       |

Die gesamte Staffel wurde durchschnittlich von 4,10 Millionen Zuschauern bei 12,5 Prozent Marktanteil verfolgt. Unter den 14- bis 49-Jährigen sahen die Sendung im Mittel 20,8 Prozent aller Zuschauer.

### Therapie-Konzept
Die Jugendlichen sollen sich zunächst während einer Woche „Outdoor Therapie“, einer erlebnispädagogischen Verhaltenstherapie in der freien Natur, verinnerlichen. Dabei sollen sie alte Verhaltensmuster ablegen, ein neues Selbstwertgefühl und eine positive Lebensperspektive gewinnen.
Dieses Programm hat normalerweise ein offenes Ende und durchläuft dabei vier Phasen (z. B. der Steinkreis in der Wüste). Die Jugendlichen müssen an vorgegebenen Zielen arbeiten und diese erreichen, bevor sie in die nächste Stufe aufsteigen. Die Teenager verdienen sich beispielsweise besseres Essen und mehr Komfort mit dem Aufstieg in höhere Stufen. Umgekehrt müssen sie bei jedem schlechten Verhalten oder Nichteinhalten der Regeln wieder eine Stufe zurück.

### Teilnehmer
| Name    | Alter    | Probleme                                                          |
| Gerrit  | 15 Jahre | Aggressivität, Zerstörungswut                                     |
| Daniel  | 14 Jahre | Schulverweigerung, Soziopathie                                    |
| Vanessa | 17 Jahre | Alkoholmissbrauch, Schulverweigerung, Drogenmissbrauch            |
| Gina    | 15 Jahre | Alkoholmissbrauch, Aggressivität, Geringschätzung von Autoritäten |
| Simon   | 17 Jahre | Drogenmissbrauch, Aggressivität                                   |
| Marvin  | 17 Jahre | Aggressivität, Alkoholmissbrauch, Promiskuität                    |

## Zweite Staffel
In der zweiten Staffel nahmen acht Jugendliche an der Therapie teil. Sie fand im US-Bundesstaat Oregon statt und nannte sich „Catherine Freer Wilderness Therapy Expeditions“. Cheftherapeutin war wie in der ersten Staffel Annegret Fischer Noble. Das Therapeutenteam bestand außerdem aus Kris Schock, Marlies Luepges und Kami Schott.
Die zweite Staffel wurde vom 27. Februar bis zum 23. April 2008 ausgestrahlt und bestand aus neun Folgen. Eine unvollständige Auflistung gemessener Einschaltquoten und Marktanteile veranschaulicht folgende Tabelle:
| Datum            | Zuschauer | Zuschauer       | Marktanteil | Marktanteil     | Quellen     |
| Datum            | Gesamt    | 14 bis 49 Jahre | Marktanteil | Marktanteil     | Quellen     |
| Datum            | Gesamt    | 14 bis 49 Jahre | Gesamt      | 14 bis 49 Jahre | Quellen     |
| ---------------- | --------- | --------------- | ----------- | --------------- | ----------- |
| 27. Februar 2008 | 3,91 Mio. | –               | 12,3 %      | 18,5 %          | [ 8 ] [ 9 ] |
| 5. März 2008     | –         | –               | 12,0 %      | 18,8 %          | [ 9 ]       |
| 12. März 2008    | 3,92 Mio. | –               | 12,3 %      | 19,9 %          | [ 9 ]       |
| 19. März 2008    | 3,43 Mio. | –               | 10,6 %      | 17,1 %          | [ 9 ]       |
| 26. März 2008    | 3,20 Mio. | –               | 9,8 %       | 15,5 %          | [ 9 ]       |
| 9. April 2008    | 2,91 Mio. | –               | 9,4 %       | 14,1 %          | [ 9 ]       |
| 23. April 2008   | 3,44 Mio. | –               | 11,7 %      | 19,2 %          | [ 9 ]       |

Die gesamte Staffel wurde von durchschnittlich 3,44 Millionen Zuschauern gesehen, in der Zielgruppe betrug der Marktanteil 19,2 Prozent.

### Therapie-Konzept
Im Mittelpunkt des Therapie-Programms stand die Natur. Es war in zwei Phasen eingeteilt:
- In der ersten Phase wanderten die Jugendlichen durch die Wüste und durften nicht miteinander sprechen. Sie sollen sich so mit sich selbst beschäftigen, über ihr bisheriges Leben und die Ratschläge der Therapeuten nachdenken.
- Die zweite Phase (Abenteuerphase) bestand aus mehreren Aufgaben, die den Teilnehmern gestellt wurden. Zu deren Bewältigung arbeiteten die Jugendlichen in der Gruppe, um den Zusammenhalt in der Gemeinschaft zu stärken. War eine Aufgabe gelöst, bekamen die Teilnehmer mehr Rechte und Verantwortung.

### Teilnehmer
| Name    | Alter    | Probleme                                                                                           |
| Andreas | 15 Jahre | Kriminalität, Alkohol- und Drogenmissbrauch, Schulverweigerung                                     |
| Stacy   | 17 Jahre | Aggressivität, Kriminalität, Schulverweigerung                                                     |
| David   | 17 Jahre | Alkohol- und Drogenmissbrauch, Aggressivität, Schulverweigerung                                    |
| Pascal  | 17 Jahre | Drogenmissbrauch, Aggressivität                                                                    |
| Dzeneta | 15 Jahre | Hohe Gewaltbereitschaft, Alkohol- und Drogenmissbrauch                                             |
| Kevin   | 15 Jahre | Kriminalität, Schulverweigerung                                                                    |
| Vivien  | 16 Jahre | Schulverweigerung, Alkoholmissbrauch, Kriminalität, Aggressivität, Geringschätzung von Autoritäten |
| Kurt    | 16 Jahre | Rechtsextremismus, hohe Gewaltbereitschaft                                                         |

## Dritte Staffel
In der dritten Staffel nahmen sechs Jugendliche an der Therapie teil. Sie fand im US-Bundesstaat Colorado im „Monarch Center für Familienhilfe“ in Georgetown (Colorado) und teilweise in South Dakota statt. Cheftherapeutin war wie in den vorangegangenen Staffeln Annegret Fischer Noble. Ein weiterer Therapeut war unter anderem der Institutsleiter Dave Ventimiglia.
Die dritte Staffel wurde vom 25. Februar 2009 bis zum 8. April 2009 ausgestrahlt und bestand aus sieben Folgen.
Eine unvollständige Auflistung gemessener Einschaltquoten und Marktanteile veranschaulicht folgende Tabelle:
| Datum            | Zuschauer | Zuschauer       | Marktanteil | Marktanteil     | Quellen |
| Datum            | Gesamt    | 14 bis 49 Jahre | Marktanteil | Marktanteil     | Quellen |
| Datum            | Gesamt    | 14 bis 49 Jahre | Gesamt      | 14 bis 49 Jahre | Quellen |
| ---------------- | --------- | --------------- | ----------- | --------------- | ------- |
| 25. Februar 2009 | 4,37 Mio. | 2,91 Mio.       | 13,4 %      | 21,3 %          | [ 11 ]  |
| 4. März 2009     | 3,5 Mio.  | 2,22 Mio.       | 10,6 %      | 16,7 %          | [ 12 ]  |
| 11. März 2009    | 3,19 Mio. | –               | 9,8 %       | 15,7 %          | [ 12 ]  |
| 18. März 2009    | 3,97 Mio. | 2,58 Mio.       | 12,4 %      | 19,9 %          | [ 12 ]  |
| 25. März 2009    | 3,26 Mio. | –               | –           | 16,1 %          | [ 12 ]  |
| 1. April 2009    | 2,61 Mio. | –               | 8,3 %       | 13,5 %          | [ 12 ]  |
| 8. April 2009    | 2,83 Mio. | 1,82 Mio.       | 9,2 %       | 15,2 %          | [ 12 ]  |

Die gesamte Staffel wurde von durchschnittlich 3,39 Millionen Zuschauern bei einem Marktanteil von 10,6 Prozent gesehen, in der werberelevanten Zielgruppe betrug der Marktanteil 16,9 Prozent durch durchschnittlich 2,19 Millionen Zuschauer.

### Therapie-Konzept
Die Therapie erfolgte in der Natur. Nach Angaben der Veranstalter soll es sich hierbei um Gestalttherapie handeln.
Die Jugendlichen sollten verschiedene Übungen durchführen, die sie dazu bringen sollten, über sich selbst nachzudenken. Indem die Teilnehmer in so genannten „Experimenten“ ihren Gefühlen freien Lauf ließen, wurde verhindert, dass das Verhalten der Teenager von Wut, Gewalt und Aggressivität bestimmt wurde. Außerdem fanden regelmäßig Treffen mit den Familien der Teenager statt, die ihnen ermöglichen sollten, neue Lösungen für ihr Verhalten und im Umgang mit anderen Menschen zu finden.

### Teilnehmer
| Name     | Alter    | Probleme                                                                                             |
| Cristina | 15 Jahre | Alkohol- und Drogenmissbrauch, Verweigerung bei den Eltern zu leben                                  |
| Kevin    | 16 Jahre | Aggressivität, Zerstörungswut, Alkoholmissbrauch, Geringschätzung von Autoritäten, Schulverweigerung |
| Jenifer  | 14 Jahre | Aggressivität, Alkohol- und Drogenmissbrauch, Geringschätzung von Autoritäten                        |
| Andreas  | 16 Jahre | Aggressivität, Spielsucht, Geringschätzung von Autoritäten, Schulverweigerung                        |
| Linda    | 16 Jahre | Hohe Gewaltbereitschaft, Kriminalität                                                                |
| Moritz   | 17 Jahre | Alkohol- und Drogenmissbrauch, Kriminalität                                                          |

## Vierte Staffel
In der vierten Staffel nahmen erneut sechs Jugendliche an der Therapie teil. Sie fand in Arizona, Utah, Colorado und South Dakota, vor allem im Monument Valley, mit Hilfe des Monarch Center für Familienhilfe, das seinen Sitz in Georgetown (Colorado) hat, statt. Cheftherapeutin war wie in den vorangegangenen Staffeln Annegret Fischer Noble. Außerdem arbeiteten die Betreuerin Marlies Luepges, die bereits in der zweiten Staffel mitwirkte, die Betreuer Wolfgang Schuessler, Willi Zeidler, und der Elterncoach Axel Doderer am Programm mit.
Die vierte Staffel wurde vom 17. Februar 2010 bis zum 7. April 2010 ausgestrahlt und bestand aus acht Folgen.
Eine unvollständige Auflistung gemessener Einschaltquoten und Marktanteile veranschaulicht folgende Tabelle:
| Datum            | Zuschauer | Zuschauer       | Marktanteil | Marktanteil     | Quellen       |
| Datum            | Gesamt    | 14 bis 49 Jahre | Marktanteil | Marktanteil     | Quellen       |
| Datum            | Gesamt    | 14 bis 49 Jahre | Gesamt      | 14 bis 49 Jahre | Quellen       |
| ---------------- | --------- | --------------- | ----------- | --------------- | ------------- |
| 17. Februar 2010 | 3,76 Mio. | 2,33 Mio.       | 11,1 %      | 16,8 %          | [ 13 ]        |
| 24. Februar 2010 | 3,23 Mio. | 2,00 Mio.       | 9,8 %       | 15,3 %          | [ 14 ] [ 15 ] |
| 3. März 2010     | –         | –               | 8,7 %       | 14,0 %          | [ 14 ]        |
| 10. März 2010    | 2,54 Mio. | 1,53 Mio.       | 7,8 %       | 11,5 %          | [ 14 ] [ 16 ] |
| 17. März 2010    | 3,03 Mio. | 1,88 Mio.       | 9,4 %       | 14,0 %          | [ 14 ]        |
| 24. März 2010    | –         | 1,46 Mio.       | –           | 10,9 %          | [ 14 ]        |
| 31. März 2010    | –         | 1,24 Mio.       | –           | 10,1 %          | [ 14 ]        |
| 7. April 2010    | 2,56 Mio. | 1,48 Mio.       | 8,2 %       | 12,2 %          | [ 14 ]        |

Die gesamte Staffel wurde von durchschnittlich 2,84 Millionen Zuschauern bei einem Marktanteil von 8,7 Prozent gesehen, in der werberelevanten Zielgruppe betrug der Marktanteil 13,1 Prozent. Aufgrund der unter Senderdurchschnitt liegenden Anteile wurde die Fortführung des Formats ausgeschlossen.

### Therapie-Konzept
Das Therapiekonzept war wie in der dritten Staffel die Gestalttherapie. Dabei sollten die Jugendlichen bei Aktivitäten über sich nachdenken; Erfolgserlebnisse sollten sie dazubringen, ihr Verhalten zu ändern (Erlebnistherapie).

### Teilnehmer
| Name      | Alter    | Probleme |
| Jana      | 13 Jahre | Aggressivität, Zerstörungswut                                                                                     |
| Kira      | 16 Jahre | Verweigerung bei den Eltern zu leben, hohe Gewaltbereitschaft, Geringschätzung von Autoritäten, Schulverweigerung |
| Janine    | 14 Jahre | Respektlosigkeit, Aggressivität                                                                                   |
| Nathanael | 16 Jahre | Kriminalität |
| Patrick 1 | 16 Jahre | Kriminalität, hohe Gewaltbereitschaft, Drogen- und Waffenmissbrauch, Schulverweigerung                            |
| Robin     | 16 Jahre | Alkohol- und Drogenmissbrauch, Spielsucht                                                                         |

## Auszeichnungen
- Die zweite Staffel der Serie wurde für den Deutschen Fernsehpreis 2008 in der Kategorie Beste Reality-Sendung nominiert.

## Belege
1. 1 2  Alexander Legge: Schwitzen statt Schlagen: RTL zeigt "Teenager außer Kontrolle". In: DWDL.de. 21. Februar 2007, abgerufen am 5. April 2023.
2. ↑  Manuel Weis: Starker Start für «Teenager außer Kontrolle». In: quotenmeter.de. 22. Februar 2007, abgerufen am 24. April 2023.
3. ↑  Uwe Mantel: "Teenager außer Kontrolle" legt sogar noch zu. In: DWDL.de. 1. März 2007, abgerufen am 29. April 2023.
4. 1 2 3 4  Fabian Riedner: Quotencheck: «Teenager außer Kontrolle». In: quotenmeter.de. 4. April 2007, abgerufen am 24. April 2023.
5. ↑  Alexander Krei: RTL: «Teenager außer Kontrolle» weiterhin stark. In: quotenmeter.de. 15. März 2007, abgerufen am 24. April 2023.
6. ↑  Uwe Mantel: RTL dominierte den Mittwochabend. In: DWDL.de. 22. März 2007, abgerufen am 7. Mai 2023.
7. 1 2  Manuel Weis: Nach den «Superstars»: RTL startet zweite «Teenager außer Kontrolle»-Staffel. In: quotenmeter.de. 23. Januar 2008, abgerufen am 24. April 2023.
8. ↑  Uwe Mantel: "Teenager außer Kontrolle" mit solidem Start. In: DWDL.de. 28. Februar 2008, abgerufen am 24. April 2023.
9. 1 2 3 4 5 6 7  Philipp Stendebach: Quotencheck: «Teenager außer Kontrolle». In: quotenmeter.de. 24. April 2008, abgerufen am 24. April 2023.
10. ↑  Alexander Krei: RTL: Neue Jugendliche für den Wilden Westen. In: quotenmeter.de. 12. Januar 2009, abgerufen am 24. April 2023.
11. ↑  Quotenmeter.de: RTL: Problem-Teenager deutlich stärker als 2008
12. 1 2 3 4 5 6 7  Jan Schlüter: Quotencheck: «Teenager außer Kontrolle». In: quotenmeter.de. 17. April 2009, abgerufen am 26. April 2023.
13. ↑  Jan Schlüter: Mäßiger Start für «Teenager außer Kontrolle». In: quotenmeter.de. 18. Februar 2010, abgerufen am 26. April 2023.
14. 1 2 3 4 5 6 7 8  Stefan Tewes: Quotencheck: «Teenager außer Kontrolle». In: quotenmeter.de. 9. April 2010, abgerufen am 26. April 2023.
15. ↑  Jan Schlüter: «Teenager außer Kontrolle» verliert noch Zuschauer. In: quotenmeter.de. 25. Februar 2010, abgerufen am 26. April 2023.
16. ↑  Jakob Bokelmann: Primetime-Check: Mittwoch, 10. März 2010. In: quotenmeter.de. 11. März 2010, abgerufen am 26. April 2023.